# Noordplein (Rotterdam)
Het Noordplein is een plein in de Rotterdamse wijk Oude Noorden in het stadsdeel Rotterdam-Noord. 
Het plein heeft vier toegangswegen: de Erasmusstraat en de Noordmolenstraat in het westen, de Heer Bokelweg in het zuiden, de Zaagmolenstraat en Zwaanshals in het noorden. De Noorderbrug over de Rotte verbindt het plein met de Jonker Fransstraat in het oosten. 

## Openbaar vervoer
Het Noordplein is bereikbaar met tramlijn 7 en 8 en buslijn 38 van de RET.

## Markt
Elke twee weken op zaterdag is er een boerenmarkt op het Noordplein.